# Greigia alborosea
Greigia alborosea (Griseb.) Mez è una pianta della famiglia delle Bromeliacee, diffusa in Colombia e in Venezuela.